# Discoglossus jeanneae
Discoglossus jeanneae – takson płaza bezogonowego z rodziny ropuszkowatych uznawany obecnie przez większość herpetologów za podgatunek Discoglossus galganoi. Występuje w południowej, wschodniej i północno-wschodniej części Hiszpanii.

## Pozycjataksonomiczna
Opisany po raz pierwszy jako odrębny gatunek w 1986 roku. Jednakowoż w 2020 roku Dufresnes i inni dokonali analizy filogenetycznej D. galganoi i D. jeanneae i wykazali, że pomimo pewnych różnic genetycznych taksony te krzyżują się ze sobą w strefach kontaktu (ang. contact zones) rozciągających się na setki kilometrów, co sugeruje, że nie doszło między nimi do wytworzenia bariery reprodukcyjnej. Od tego czasu D. jeanneae traktowany jest przez większość herpetologów jako podgatunek D. galganoi.

## Wygląd
Z wyglądu bardzo przypomina D. galganoi, od którego różni się następującymi cechami:
- u samców: krótszy pysk, dłuższa głowa, oraz krótsza kość piszczelowa, udowa oraz dłoń niż u D. galganoi
- u samic: krótszy pysk i dłoń niż u D. galganoi

## Zasięg występowania i siedlisko
Takson ten występuje endemicznie w południowej, wschodniej i północno-wschodniej części Hiszpanii na wysokościach 0–2050 m n.p.m. Zasiedla tereny otwarte, zarośla, gaje sosnowe, w których spotykany jest głównie w płytkich zbiornikach wodnych, strumieniach, potokach i stawach.

## Status
W 2008 roku IUCN nadała D. jeanneae status gatunku bliskiego zagrożenia (NT) w związku z m.in. spadkiem rozmiarów populacji oraz utratą siedliska. Obecnie IUCN zalicza ten takson do gatunku D. galganoi, któremu w 2021 roku nadany został status gatunku najmniejszej troski (LC).